# 劳拉·德克尔
蘿拉·德克爾（英文：Laura Dekker，1995年9月20日—），出生於紐西蘭最北方的港口法納雷，當時她父母正進行七年的環球航海旅程中，在她五歲之前都居住在海上。
在2012年 當時才16歲的蘿拉成為世界最年輕獨自駕駛帆船環球一周的航海家。
經歷519天長達43452公里旅程。

## 航行路線
時間從2010年8月21日至2012年1月21日。
| 出發日期       | 目的旅程                                                                                                 | 到達時間       |
| -------------- | --- | -------------- |
| 2010年8月21日  | 直布羅陀開始獨自航行抵達大西洋加那利群島                                                                 | 2010年8月25日  |
| 2010年11月10日 | 離開加那利群島抵達大西洋佛得角島                                                                         | 2010年11月18日 |
| 2010年12月2日  | 從佛得角橫渡大西洋到加勒比海荷蘭屬地聖馬丁島 航程2200海里抵達聖馬丁島的辛普森灣潟湖                      | 2010年12月19日 |
| 2011年1月20日  | 從聖馬丁島出發荷蘭屬地博奈爾島                                                                           | 2011年2月5日   |
| 2011年4月10日  | 穿越巴拿馬運河                                                                                           | 2011年4月11日  |
|                | 抵達加拉巴哥群島位於太平洋東邊                                                                           | 2011年4月26日  |
|                | 抵達法屬玻里尼西亞.馬克薩斯群島                                                                          | 2011年5月25日  |
|                | 抵達法屬玻里尼西亞的大溪地島嶼                                                                           | 2011年6月8日   |
|                | 抵達斐濟蘇瓦島                                                                                           | 2011年7月18日  |
|                | 在航行第369天抵達澳大利亞北部海岸的達爾文港 花一個月時間維修在暴風雨受損船體                             | 2011年8月25日  |
| 2011年9月25日  | 為躲避北非海盜直接穿越印度洋航行10260公里 抵達南非 德班主要                                              | 2011年11月12日 |
|                | 抵達南非 伊莉莎白港（Port Elizabeth）                                                                    | 2011年11月18日 |
|                | 經過航行的最南端。南非開普敦的厄加勒斯角 厄加勒斯角Cape Agulhas是非洲大陸的最南端                        | 2011年11月26日 |

独自环球路线图

|                | 抵達南非 開普敦 好望角                                                                                   | 2011年11月26日 |
| 2011年12月12日 | 抵達經緯經度5度東是荷蘭所在經度 在非官方紀錄其實蘿拉已環繞地球一圈                                       | 2011年12月20日 |
|                | 抵達加勒比海的荷蘭屬地聖馬丁島的辛普森灣 在下午3时完成了環球航行 最後一站從南非開普敦不停航行了10400公里 | 2012年1月21日  |

## 爭議焦點
因年紀過輕引發公眾討論，是否該讓少女獨自一人冒險追逐最年輕航海紀錄，導致可能遭遇的危險。
在荷蘭法庭，青少年保護法、限制其父母的監護權引發爭議。
也取消獨自駕船航行的最年輕航海人項目。

## 紀錄片
2014出版紀錄片Maidentrip由蘿拉自行拍攝的紀錄片與導演剪輯出版。